# Paravanar
Paravanar és un riu del nord de Tamil Nadu que neix a 11° 31′ N, 79° 43′ E / 11.517°N,79.717°E. Després d'un curs de 52 km en direcció nord i paral·lel a la costa desaigua a la mar prop de Cuddalore. És navegable per uns 15 km i està connectat al riu Vellar per un canal començat el 1857 però aturat, i reprès el 1878.